# ارول اوگین
ارول اوگین (به ترکی استانبولی: Erol Evgin) (۱۹۴۷، مدا -) خواننده، بازیگر، تهیه‌کننده اهل ترکیه است.
او مدرک کارشناسی ارشد خود را در رشتهٔ معماری از آکادمی هنرهای زیبای استانبول (وابسته به دانشگاه هنرهای زیبای معمار سینان) به اتمام رسانده است.
ارول اوگین از سال ۱۹۹۲ تابحال تهیه‌کنندگی و کارگردانی برنامه‌های تلویزیونی بسیاری را بر عهده داشته است.